# Grzegorz Ryś
Grzegorz Wojciech Ryś (nascut el 9 de febrer de 1964) és un bisbe catòlic romà polonès que és arquebisbe de l'arxidiòcesi catòlica romana de Łódź des de 2017. Abans va ser bisbe auxiliar de l'arxidiòcesi de Cracòvia i bisbe titular d'Arcavica des de l'any 201711. També va exercir com a administrador apostòlic de la diòcesi de Kalisz del 2020 al 2021.
El papa Francesc va crear Ryś cardenal el 30 de setembre de 2023.

## Biografia
Grzegorz Wojciech Ryś va néixer el 9 de febrer de 1964 a Cracòvia. Entre 1982 i 1988, va estudiar a la Facultat de Teologia i a la Facultat d'Història de l'Església de la Pontifícia Acadèmia de Teologia de Cracòvia, així com al Seminari Major de l'Arxidiòcesi de Cracòvia. Va ser ordenat sacerdot el 22 de maig de 1988 a la catedral de Wawel pel cardenal Franciszek Macharski, llavors arquebisbe metropolità de Cracòvia. El 1994, Ryś va obtenir un doctorat en ciències teològiques basant-se en la seva tesi sobre la pietat popular medieval a Polònia. L'any 2000, després d'haver completat una tesi sobre Jan Hus, Ryś va obtenir un títol postdoctoral en el camp de la història.

### Ministeri sacerdotal
De 1988 a 1989, Ryś va treballar com a vicari a la parròquia de les Santes Margarida i Caterina a Kęty. De 2004 a 2007, va ser el director de l'Arxiu del Capítol Metropolità a Cracòvia. També va ser comentarista dels pelegrinatges de Joan Pau II a la televisió polonesa i la ràdio polonesa. Després de la mort d'aquest últim, Ryś va coorganitzar les vetlles, mentre que durant el procés de beatificació va formar part de la comissió històrica del Tribunal Rogatori.
Va esdevenir el cap del Departament d'Història de l'Església a l'Edat Mitjana i del Departament d'Història Antiga i Medieval de l'Institut d'Història de la Facultat d'Història i Patrimoni Cultural de la Universitat Pontifícia de Joan Pau II (antiga Acadèmia Pontifícia de Teologia). De 2007 a 2011, Ryś va ser el rector del Seminari Major de l'arxidiòcesi de Cracòvia. Els anys 2010 i 2011, també va exercir com a president de la Conferència de Rectors del Seminari Teològic de Polònia.

### Bisbe auxiliar de Cracòvia
El 16 de juliol de 2011, Ryś va ser nomenat pel papa Benet XVI bisbe auxiliar de l'arxidiòcesi de Cracòvia, així com bisbe titular d'Arcavica. Va ser consagrat bisbe el 28 de setembre de 2011 a la catedral de Wawel, amb el consagrador el cardenal Stanisław Dziwisz, arquebisbe metropolità de Cracòvia, i els co-consagradors cardenals Franciszek Macharski, arquebisbe emèrit de Cracòvia, i el president del Consell Pontifical Stanisław Ryłko per als laics. Ryś va triar "Virtus in infirmitate" (Poder en debilitat) com a lema del seu episcopat.

### Arquebisbe de Łódź
El 14 de setembre de 2017 el papa Francesc va nomenar Ryś arquebisbe de Łódź. Va ser instal·lat com a arquebisbe a la basílica arxicatedral de Sant Estanislau Kostka el 4 de novembre de 2017. El 29 de juny de 2018 va rebre el seu pal·li en una cerimònia a la basílica de Sant Pere de Roma, i va ser imposat el 5 d'octubre de 2018 a la catedral de Łódź per l'arquebisbe Salvatore Pennacchio, nunci apostòlic a Polònia.
El 2018, Ryś va convocar el quart sínode de la història de l'arxidiòcesi de Łódź, que va considerar la possibilitat d'introduir un diaconat permanent per combatre l'escassetat de sacerdots. El 2019, va introduir un diaconat permanent a la seva arxidiòcesi, i també va crear el Seminari Missionari Diocesà Internacional per a la nova Evangelització de Redemptoris Mater per als seminaristes que formen part del Camí Neocatecumenal.
El 25 de juny de 2020, Ryś va ser nomenat pel Papa Francesc com a Administrador Apostòlic sede plena de la diòcesi de Kalisz, mentre que el bisbe Edward Janiak va ser investigat pels càrrecs que havia protegit "sacerdots depredadors" que van participar en actes d'abús sexual. Va ser nomenat administrador apostòlic sede vacante quan el Papa Francesc va acceptar la renúncia de Janiak el 17 d'octubre de 2020. La seva missió va acabar quan es va instal·lar el nou bisbe de Kalisz, Damian Bryl.
El 21 de novembre de 2020, el Papa Francesc el va nomenar membre de la Congregació per als Bisbes.

### Cardenal
El 9 de juliol de 2023, el papa Francesc va anunciar que tenia previst fer de Ryś cardenal. En un consistori el 30 de setembre de 2023, Ryś va ser nomenat cardenal prevere de Santi Cirillo e Metodio.